# Gabriela wie Zimt und Nelken
Gabriela wie Zimt und Nelken (portugiesisch:  Gabriela, Cravo e Canela) ist ein Roman des brasilianischen Schriftstellers Jorge Amado, den die Companhia das Letras 1958 in São Paulo herausbrachte. Die Übertragung ins Deutsche von Gerhard Lazarus und Ernst August Nicklas erschien 1962 in Berlin.
Der Weltbestseller wurde innerhalb von 25 Jahren auf allen Kontinenten in 62 Auflagen mit summa summarum knapp einer Million Exemplaren verkauft.
Verlockend für die Mulattin Gabriela, jene nach Nelken duftende Frau mit der zimtfarbenen Haut, ist die sexuelle Fessel, die da Ehe heißt: einen Ehering tragen – wie wunderbar. Der Ehealltag aber dann sieht anders aus als vorgeträumt. Also wirft Gabriela das Ehejoch ab und hat die alte Freiheit wieder. Somit ist der Erziehungsversuch des Gatten gescheitert. Gabriela steigt nicht in die besseren Kreise auf. Jorge Amado schreibt: „Gabriela ist gut, großzügig, impulsiv und rein. Man kann ihre guten und schlechten Eigenschaften aufzählen, erklären kann man sie nicht. Sie tut das, was ihr Freude macht; sie weigert sich, das zu tun, was ihr keine Freude macht.“

## Inhalt

### Ilhéus
Trotz eines heimischen Lotsen an Bord läuft die Ita in der Hafeneinfahrt von Ilhéus auf. Unter den Passagieren befindet sich der junge Kakaoexporteur Mundinho Falcão. Er lässt in den folgenden Monaten der Handlung im Jahr 1925 die versandete Fahrrinne ausbaggern. Somit kann am Schluss des Romans erstmals in der Geschichte der Stadt mit einem größeren Frachter ein Teil der ertragreichen Kakaoernte aus den Pflanzungen der Provinz Ilhéus nach Europa verschifft werden. Bevor der Hafen für große Schiffe erreichbar wird, hat der Fremdling Mundinho freilich Kämpfe gegen die alteingesessenen Obersten zu bestehen. Letztere sind Großgrundbesitzer, die bereits um die Jahrhundertwende mit der Waffe in der Hand die Aufteilung des fruchtbaren Bodens zu ihren Gunsten entschieden hatten. An der Spitze der Kakao-Obersten steht der 83-jährige Ramiro Bastos; Senator des Bundesstaates Bahia. Er und seine Getreuen, zum Beispiel der Oberst Amâncio Leal, favorisieren Bahia, die gleichnamige Hauptstadt genannten Bundesstaates, als Kakao-Ausfuhrhafen nach Übersee. Auch weil sich der Neuankömmling Mundinho in Ilhéus sozial engagiert, fallen im Laufe des Jahres 1925 Wähler von der Partei des Senators Ramiro ab und wollen Mundinhos Partei wählen. Senator Ramiro und Oberst Leal können sich mit dieser fatalen Entwicklung nicht abfinden und fallen in die ein Vierteljahrhundert alten Praktiken zurück: Als Oberst Aristóteles Pires, der Präfekt aus dem benachbarten Itabuna, sich vom Senator Ramiro lossagt, lässt Oberst Leal ein Attentat auf den Abtrünnigen verüben. Aristóteles überlebt einen Lungendurchschuss.

### Titelgeschichte
Der in Syrien geborene Herr Nacib Aschar Saad, genannt der Araber oder auch unbekümmert der Türke, ein kräftiger 33-jähriger Mann mit einem Kopf wie ein Stier, Besitzer der Bar Vesuv in Ilhéus, hält sich als Gastronom aus dem Kampf der beiden oben erwähnten Parteien heraus. Als ihm die Köchin davongelaufen ist, findet er nach verzweifelter Suche auf dem ehemaligen Sklavenmarkt eine neue Köchin – die 21-jährige schöne Gabriela. Zusammen mit einem Mulatten, das ist der junge Bauer Clemente und einem Schwarzen, das ist der Revolvermann Fagundes sowie ihrem Onkel war sie aus dem Sertão vor der Trockenheit nach Ilhéus geflüchtet. Der Onkel, der Gabriela vor Jahren schon defloriert hatte, war auf dem Marsch durch die Halbwüste verstorben. Vor seinem Tode hatte ihn Fagundes getragen. Gabriela und Clemente hatten sich unterwegs des Nachts geliebt. Clemente und Fagundes kommen bei Oberst Melk Tavares, einem Gefolgsmann des Senators, als Plantagenarbeiter unter.
Nacib und seine Kundschaft sind mit den Kochkünsten Gabrielas überaus zufrieden. Als vermögende Kunden die Köchin abwerben wollen, weiß sich Nacib nicht anders zu helfen – er wirbt um Gabriela. Die Braut kann kaum lesen. Sie hat weder Papiere aus dem Sertão mitgebracht noch weiß sie ihren Familiennamen. Notar Tonico Bastos, einer der Söhne des alten Senators – ein übler Fälscher und Schürzenjäger, verheiratet mit einer stattlichen reichen Frau – produziert eine Geburtsurkunde.
Es wird geheiratet. Als Nacib seine Frau mit dem Notar in flagranti erwischt, verprügelt und verjagt er sie. Der Barbesitzer steht wieder ohne Köchin da. Passender Ersatz ist weit und breit nicht auffindbar.
Einen Ausweg finden die Protagonisten des Romans eigentlich aus jeder brenzligen Situation. In dem Fall wird das Problem ganz einfach gelöst. Das Paar war wegen der Urkundenfälschung gar nicht verheiratet. Gabriela, nicht mehr verehelicht, arbeitet in Nacibs Diensten weiter.
Als Fagundes, der Attentäter des Präfekten von Itabuna, in Ilhéus gejagt wird, rettet ihm Gabriela aus Dankbarkeit das Leben.

### Happy End
Senator Ramiro, der Widersacher Mundinhos, stirbt des Nachts im Bett. Der Weg für den Kakaoexporteur an die Spitze der politischen Landschaft in Ilhéus ist frei. Oberst Leal schlägt sich auf Mundinhos Seite.
Gabriela gibt sich reihum mit den Männern ihrer Wahl ab; auch mit ihrem ehemaligen Ehemann Nacib. Der Barbesitzer seinerseits hat ebenfalls mehrere Geliebte.
Es sieht so aus, als werden Mundinho und Jerusa – das ist die blutjunge Enkelin des verstorbenen Senators – ein Paar.

## Form
In den vier Kapiteln des Romans gehen die oben skizzierten beiden Haupthandlungen mitunter im Wust der unzähligen Nebengeschichtchen unter: Oberst Jesuino Mendonca erschießt seine Frau Dona Sinhàzinha und deren Liebhaber Osmundo. Der Zahnarzt Dr. Osmundo Pimentel aus Bahia ist zwölf Jahre jünger als seine Geliebte. Das Novum in Ilhéus: Der Todesschütze wird verurteilt. Als Kontrastprogramm dazu: Erstens, der gehörnte Nacib verprügelt Gabriela lediglich und verstößt sie alsdann zeitweise halbherzig. Und zweitens, Oberst Coriolano Ribeiro lässt seine Konkubine Gloria und deren Galan, den Oberlehrer Josué, ungeschoren
Jorge Amado witzelt gern. Zum Beispiel spendieren einige Pflanzer der an die frische Luft gesetzten Hure Gloria ein neues Haus inmitten der Stadt. Oder es tritt der Dr. Argileu Palmeira auf, der einen Spagat schafft: die Vermarktung der Poesie. Manchmal tendiert der Witz ins Ironische: Senator Ramiro schätzt Gabriela, weil sie Fagundes rettet, durchschaut aber nicht, weshalb die Frau so handelt, sondern hält sie fälschlicherweise für eine der weniger werdenden Anhängerinnen an seiner Seite.
Starke Frauen dominieren schwächliche Männer: Malvina, die Tochter des Obersten Melk Tavares, wagt es – legt Blumen am Sarg der Ehebrecherin Sinhàzinha nieder, bekennt sich zu ihrem Geliebten, dem Ingenieur Dr. Rômulo Vieira. Dieser lotet die versandete Fahrrinne vor den Baggerarbeiten aus. Vieira arbeitet für das Verkehrsministerium und ist mit einer Geisteskranken verheiratet. Als sich der feige Ingenieur von Malvinas Vater einschüchtern lässt, bedauert Malvina ihre Liebe und trotzt dem Vater. Nacib steigt zum vierten Schreiber des Kaufmännischen Vereins auf. Gabriela – davon völlig unbeeindruckt – lässt sich von ihrem wankelmütigen Ehemann Nacib nicht zur feinen Bürgersfrau erziehen, sondern lebt ihr gewohntes Leben weiter.
Jorge Amado wiederholt sich. Zum Beispiel wird fortlaufend ein sonnenklares Faktum ausgesprochen: Nacib hat wieder keine Köchin. Oder: Die Frau Dr. Vieiras ist geisteskrank. Manche Teile des Plots erscheinen als an den Haaren herbeigezogen. Als beispielsweise Fagundes vor seinen Verfolgern, die ihm ans Leben wollen, flüchtet, landet er ausgerechnet im Garten der potentiellen Lebensretterin Gabriela. Er hatte deren halbverdursteten Onkel aus dem Sertão getragen.
Manche Figur wird explizit als bedeutend angekündigt, bleibt aber blass. Gemeint ist zum Beispiel die legendäre Ahnfrau Ofenísia aus der versunkenen Welt des Ultra-Romantismo eines Pedro de Calasans.
Als Schwarzweißmaler kann Jorge Amado nicht verunglimpft werden. Zum Beispiel sind die alten Kakao-Obersten nicht durch die Bank die Bösen und die Anhänger Mundinhos die Guten. In Gestalt des Obersten Leal wird die Wandlungsfähigkeit der alten Garde demonstriert. Der Oberst lässt sich von seinem Sohn Berto, Student an der Technischen Hochschule São Paulo, beeinflussen.

## Selbstzeugnis
„Mit Gabriela versuchte ich, die Veränderung der Gesellschaft mittels einer Liebesgeschichte darzustellen.“

## Rezeption
- Pablo Neruda lobt das Buch als „ein von Sinnlichkeit und Fröhlichkeit überschäumendes Meisterwerk“.[7]
- Gabriela wie Zimt und Nelken markiere eine Kurskorrektor. Jorge Amado habe seither zwar dem sozialistischen Realismus den Rücken gekehrt,[8] sich jedoch keineswegs vom Realismus abgewandt.[9] In pikaresker Manier werde der epische Vortrag durch poetische Passagen aufgelockert:

Du bist wie der Nelken Duft
und dunkelhäutig wie Zimmet.
Von weit, weit her kam ich,
dich, Gabriela zu sehn.
Das Werk wurde im Jahr 1959 gleich fünffach in Brasilien ausgezeichnet:
- Prêmio Machado de Assis, Instituto Nacional do Livro, Rio de Janeiro
- Prêmio Jabuti, Câmara Brasileira do Livro, São Paulo
- Prêmio Paula Brito, Rio de Janeiro
- Prêmio Luísa Cláudia de Sousa, PEN Clube do Brasil, Rio de Janeiro
- Prêmio Carmem Dolores Barbosa, São Paulo

## Verfilmungen

### TV
In portugiesischer Sprache
- 1960 Gabriela, Cravo e Canela[12]
- 1975 Gabriela[13]
- 2012 Gabriela[14][15]

### Spielfilm
- 1983 Gabriela[16] Liebesfilm von Bruno Barreto mit Sônia Braga in der Titelrolle und Marcello Mastroianni als Nacib.[17]

## Deutschsprachige Literatur

### Erstausgaben
DDR
- Jorge Amado: Gabriela. Roman. Ins Deutsche übertragen von Gerhard Lazarus und Ernst-August Nicklas. Nachdichtung der Verse von Alfred Antkowiak. Volk und Welt, Berlin 1962. 492 Seiten (verwendete Ausgabe).

BRD
- Jorge Amado: Gabriela, wie Zimt und Nelken. Roman. Aus dem Portugiesischen übertragen von Gerhard Lazarus und Ernst-August Nicklas.Rowohlt, Reinbek bei Hamburg 1963. 461 Seiten

### Sekundärliteratur
- Erhard Engler: Jorge Amado. Der Magier aus Bahia. edition text + kritik. S. 150–153 (Reihe Schreiben andernorts, Hrsg. Renate Oesterhelt) München 1992, 180 Seiten, ISBN 3-88377-410-3